# تمزق مريئي
تمزق مريئي هو تمزقٌ في جدار المريء. تمثل الأسباب علاجية المنشأ حوالي 56% من حالات ثقب المريء، وعادةً ما يكون ذلك بسبب استخدام أدوات طبية مثل التنظير الداخلي أو جراحة مجاورة للمريء. في المقابل، فإنَّ مصطلح متلازمة بورهاف (بالإنجليزية: Boerhaave syndrome)‏ مُخصص لحوالي 10% من حالات ثقب المريء التي تحدث بسبب القيء.

## الأسباب
السبب الأكثر شيوعًا هو زيادة الضغط المفاجئ داخل المريء ومع الضغط داخل الصدر، الناتج عن الإجهاد أو القيء، وقد يحث أيضا بسبب القرحة المعدية عند مرضى الايدز أو سبب تناول حبوب منع الحمل التي قد تؤدي إلى التهاب المريء.

## الأعراض
- فرقعة غازية مجسوسة تحت الجلد.
- قيء شديد.
- ألام في الصدر.
- ألام وتقفع في الجزء العلوي من البطن (في الشرسوف)
- تسارع وضيق في التنفس.
- زرقة.
- حمى.

## العلاج
تكون العلاجات الاولية من خلال استخدام المضادات الحيوية لمنع التعفن، نسبة الوفيات من متلازمة بورهاف غير المعالجة هي تقريبا 100%. والقيام بعمل جراحي لإصلاح الثقب في المرئ ويجب أيضًا تعويض السوائل التي فقدت بسبب التمزق .